# Giulio Wilson

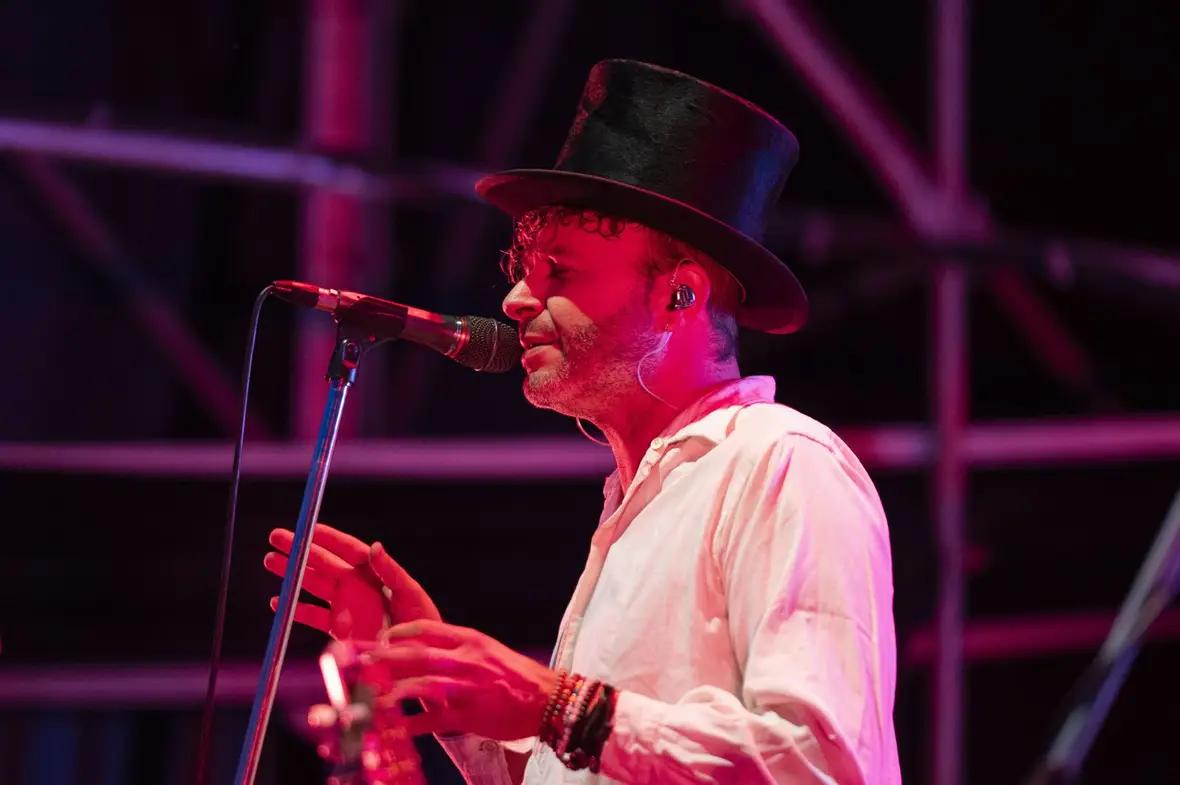

Giulio Wilson (Firenze, 16 maggio 1983) è un cantautore e musicista italiano.

## Biografia

### Gli esordi (2016-2018)
Giulio Wilson è nato a Firenze il 16 Maggio 1983; si diploma a Novara come perito agrario per poi laurearsi presso la Facoltà di Agraria all’Università degli Studi di Firenze in viticoltura ed enologia.
All’età di 12 anni ha militato nel Corpo Musicale Sedrianese fino alla maggior età e successivamente nella banda popolare fiorentina composta da artisti di strada denominata Fiati Sprecati; la formazione affianca Vinicio Capossela nell’esecuzioni dei brani Bella ciao e Zampanò sul palco del Play Festival ad Arezzo.
Nel 2016 scrive “Soli nel Midwest” il suo primo album.
Disco composto da 13 brani,  si avvale della collaborazione del produttore Eddy Mattei e dello scrittore Roberto Piumini che firma i brani “vento arlecchino” e “parole tra noi”.
Il brano “ Dove scorre il tempo” è cantato assieme a Bobby Solo, artista di cui Giulio aprirà diversi concerti in giro per l’Italia.
Nel videoclip del brano “L'oro un giorno” è presente l’attore Enzo Iacchetti.
Nell’ottobre del 2017 vince la prima edizione del contest promosso da Fonoprint, BMA – Bologna Musica d’Autore con la canzone “Mia bella ciao” davanti ad una giuria composta da Carlo Marrale, Stefano Senardi, Roberto Razzini, Riccardo Vitanza.
Nel dicembre 2017 al Teatro Masini di Faenza vince la rassegna musicale Materiale Resistente 2.0; viene premiato da Giordano Sangiorgi, in ricordo del partigiano e calciatore faentino Bruno Neri, figura emblematica della Liberazione delle terre faentine.
Lo stesso anno gli viene riconosciuta da MEI la targa come “Miglior cantautore 2017”.
Nel luglio 2018 Wilson vince con il brano Occhi il premio “Anacapri Bruno Lauzi”, venendo premiato a Capri da Enrico Ruggeri, i giornalisti Andrea Scanzi e Marino Bartoletti.
Sempre nel 2018 arriva in finale a Musicultura e L’artista che non c’era 2018,  partecipa a Radio Bruno Live Estate in piazza Maggiore a Bologna.

### Storie vere tra alberi e gattieAgua(2019-presente)
Nel 2019 pubblica l’EP Futuro remoto, prodotto assieme a Valter Sacripanti e contenente 7 brani inediti,  successivamente inizia una tournée nei teatri e nei club di varie regioni d’Italia.  
L’album viene stampato da Fonoprint.
Partecipa al Festival del “Miccio” 2019 a Forte dei Marmi, condividendo il podio con Simone Cristicchi e Amara. 
Il 1º maggio del 2019 suona all’omonimo concertone a Roma, grazie alla vittoria del concorso 1M Next 2019 ottenuta a marzo dello stesso anno. 
Il 12 luglio 2019 vince il premio della critica di Amnesty International al concorso Voci per la libertà dove presenta un brano inedito sui diritti umani intitolato “Budapest”
Il 18 ottobre 2019 partecipa al Premio Bertoli,  dove ottiene la targa la targa Bertoli Fans Club, insieme al bando NUOVO IMAE del valore di 15.000€ per la realizzazione di un tour.
A fine 2019 inizia la collaborazione con il gruppo cileno degli Inti-Illimani, con cui, a Santiago del Cile, incide la versione italiane del brano “Vale la pena”, pubblicato sia in italiano che spagnolo.
Il 9 aprile 2021 pubblica il disco Storie vere tra Alberi e Gatti.
Due anni più tardi pubblica l'album "Agua", insieme agli Inti-Illimani, del quale è autore e compositore di molti brani tra cui “Revuelta” assieme a Alexis Díaz Pimienta, etichetta discografica The Saifams srl. 
I singoli estratti dal disco sono "Sostenibile", "Querer "e "Ojos/Occhi" con Ana Belén. 
Segue in maggio, l'omonimo tour "Agua world tour" con date in Italia, Europa e Latinoamerica.
Nel novembre del 2023 esce in sola versione digitale un EP cantato in lingua spagnola intitolato Cuatro canciones dove è presente un featuring con la cantautrice spagnola Ana Belén. 
Nel dicembre 2023 organizza insieme ad Inti Ilimani una serie di concerti in Cile, previsti nelle principali città del paese.
A maggio 2024 pubblica il singolo Lou Reed e relativo videoclip, interpretato insieme alle cantanti palestinesi Laila e Nour Sarhan. 
Nel 2024 il tour, con Inti-Illimani, torna in innumerevoli piazze italiane riscuotendo un ottimo successo. 
Il 28 marzo del 2025 esce “MONDO DiVINO” di Giulio Wilson e Tonino Carotone: album composto da 12 nuovi brani, di cui lo stesso Wilson oltre ad essere l’artista è autore e compositore e produttore artistico dei brani assieme a Valter Sacripanti e il produttore spagnolo Thomas Tirtha Rundqvist, seguirà poi un tour nei teatri in Italia ed in Europa nella primavera/estate 2025.

## Discografia

### Album
- 2016 – Soli nel Midwest
- 2021 – Storie vere tra alberi e gatti
- 2023 – Agua (con gli Inti-Illimani)
- 2025 - Mondo Divino (con Tonino Carotone)

### EP
- 2019 – Futuro remoto

### Singoli
- 2016 – Hey Jack
- 2016 – Ci sarò
- 2018 – Parole
- 2019 – Mia bella ciao
- 2019 – Modigliani
- 2020 – Estate proletaria
- 2020 – Vale la pena
- 2021 – L'amore dei nostri difetti
- 2021 – I ricordi
- 2021 – Finale all'italiana (feat. Roy Paci)
- 2024 - Lou Reed
- 2025 - Mamà
- 2025 - Mondo Divino

## Riconoscimenti
- 2017 – Premio BMA - Bologna Musica D’autore con la canzone Mia bella ciao.[12]
- 2017 – Rassegna musicale Materiale Resistente 2.0[13]
- 2017 – Targa MEI come Miglior cantautore 2017[14]
- 2018 – Premio “Anacapri Bruno Lauzi” con il brano Occhi, viene premiato a Capri da Enrico Ruggieri.[15]
- 2018 – Festival del Miccio 2019 a Forte dei Marmi, condivide il podio con Simone Cristicchi e Amara.[16]
- 2019 – Concorso 1M NEXT 2019[17], promosso da Icompany che gli permette di suonare al concerto del Primo Maggio, a Roma, in diretta Rai3 e Radio2.[18]
- 2019 – Premio della critica di Amnesty International al concorso Voci per la libertà dove presenta un brano inedito sui diritti umani.[19]
- 2019 – Targa Bertoli Fans Club[20],  insieme al bando NUOVO IMAE del valore di 15.000€ per la realizzazione di un tour, al Premio Bertoli.[20]